# Clocher Saint-Jean de Breil-sur-Roya
Le clocher Saint-Jean est un vestige d'un prieuré bénédictin de Breil-sur-Roya dans le département français des Alpes-Maritimes.

## Historique
Le clocher Saint-Jean est le seul reste d'un prieuré bénédictin datant du début du XIIe siècle correspondant à la fin du premier art roman.
L'église existait encore en 1664. Elle a été détruite par les troupes commandées par le prince Eugène, en 1707.
Ce clocher fait l’objet d’une inscription au titre des monuments historiques depuis le 18 octobre 1935.

## Présentation
Le clocher Saint-Jean est le plus ancien des Alpes-Maritimes. Il a une section carrée de 3 m de côté et une hauteur d'un peu plus de 10 m. Il se peut qu'il ait été plus haut à l'origine et qu'il ait été abaissé d'un étage.
Il est en petit appareil soigné. En partie supérieure, il y a des baies géminées en plein cintre avec des colonnettes carrées, couronnées de chapiteaux frustes, entre les deux baies.